# 江腾蛟
江腾蛟（1919年11月2日—2009年5月8日），湖北红安人。中國共產黨、中國人民解放軍高級將領。

## 生平
1930年，11岁的江腾蛟参加中国工农红军，参军前是黄安县区儿童团大队长。1930年加入中国共产主义青年团。鄂豫皖苏区陂安南县儿童局书记。参加几年之后出任鄂豫皖苏区陂南县儿童局局长。1934年11月，江腾蛟和高敬亭留守苏区，组建红二十八军，后来改编成新四军第四支队。1937年由团转入中国共产党。
抗战爆发后，在八路军武汉办事处接受培训2个月后任新四军第四支队译电员。四支队七团团长曹玉福和政委杨克志给高敬亭发了一封电报说中央派来的人在下面搞“活动”，要务必注意。高敬亭当即给他们回电表示这个事情已知悉，等部队回来以后再解决，让他们掌握好连级以上干部即可。江腾蛟按规定电文的收发必须要给副司令员兼政委戴季英审阅、签字。后曹玉福和杨克志到戴季英房间里汇报工作，其间戴季英有事出去了一趟，曹玉福看到了两份电文的底稿抄件，将此事汇报给了高敬亭。得到消息后，高敬亭亲自来到部队，给江腾蛟一顿鞭子抓起来严刑拷问两个问题：戴季英给你多少钱？戴季英请你吃了几顿饭？江腾蛟抵死不认，高敬亭派人押到四支队各直属队示众，又给戴季英写了个条子称“江腾蛟是托派，送你审问处理”。戴季英决定中央派来的干部连夜撤离到四支队八团（由豫南、鄂豫边红军游击队改编）团长周骏鸣处。戴季英让江腾蛟投奔战地服务团团长程启文处当参谋。1939年7月，新四军第五支队成立，江腾蛟出任第十五团一连指导员，9月，升任一营指导员。当时，新四军政治部的一名记者来采访，请求和一连一起执行侦察任务，江腾蛟把自己的配枪给他当防身武器，记者不会用枪，枪走了火，三颗子弹击中江腾蛟的腹部，江腾蛟忍痛取出一颗，带伤去前线迎敌。战斗胜利后，江腾蛟入住后方医院，做了手术，并且晋升政治部副主任。，新四军第二师五旅十三团政治处主任。
1945年后，江腾蛟任东北民主联军第二十四旅政治部主任，辽北军区第二军分区政治部主任，在《子弟兵》1947年第1期发表署名文章“从查阶级查立场的基础上检查整顿干部中的不良倾向” 。东北野战军独立第十师政治部主任、四野第三十八军第151师政治部主任。
1952年任第五十五军215师政委（师长张镜白）、1954年8月任第四十二军政治部主任。1955年10月任广州军区防空军政委。1955年，36岁的江腾蛟被授予少將军衔。1957年9月27日任中国人民解放军空军第四军政委，1962年3月任南京军区空军副政治委员兼空四军政委，1966年3月3日专任南空副政委。1966年12月至1968年4月29日任南京军区空军政治委员兼空军第四军第一政治委员。文化大革命中，江腾蛟出任南京军区空军政治委员时，他把同级的军区空军司令员聂凤智戴上“野心家”帽子，打击了许世友，把许世友气回了老家大别山。1968年3月受杨余傅事件牵连，4月29日被撤职，毛泽东知道后评价他：“对此人不能（可）重用”。
1971年被免去職務，1973年被开除党籍，撤销党内外一切职务。1975年，江腾蛟夫人李燕平受到江腾蛟的牵连被送到红安农场劳动改造。1981年以参与“林彪反革命集团”的罪名被判处有期徒刑18年，剥夺政治权利5年，后保外就医去了山西省太原市，享受两居室的待遇。2009年5月8日因肺部疾病病死于北京朝陽醫院。

## 家庭
江腾蛟的夫人李燕平，两人育有1子。